# Monastère de la Transfiguration (Ovčar-Kablar)
Pour l’article homonyme, voir Monastère de la Transfiguration.
Le monastère de la Transfiguration (en serbe cyrillique : Манастир светог преображења ; en serbe latin : Manastir svetog Preobraženja) est un monastère orthodoxe serbe situé près d'Ovčar Banja, dans le district de Moravica et sur le territoire de la Ville de Čačak, dans l'ouest de la Serbie. Il fait partie des dix monastères de la gorge d'Ovčar-Kablar.

## Histoire
Le monastère de la Transfiguration se trouvait autrefois à 2 km en amont de celui de Saint-Nicolas, sur la rive gauche de la Zapadna Morava. Mentionné pour la première fois en 1528, il a été détruit en 1911, avec l'approbation de l'évêque Sava, pour permettre la construction d'une ligne de chemin de fer. Il a été reconstruit en 1938 sur la rive droite de la rivière, en face de son emplacement d'origine, à l'initiative de l'évêque Nikolaj Velimirović. Le nouveau monastère fonctionne selon les règles du Mont Athos : dépourvu de tout bien propre, il joue un rôle  strictement missionnaire.

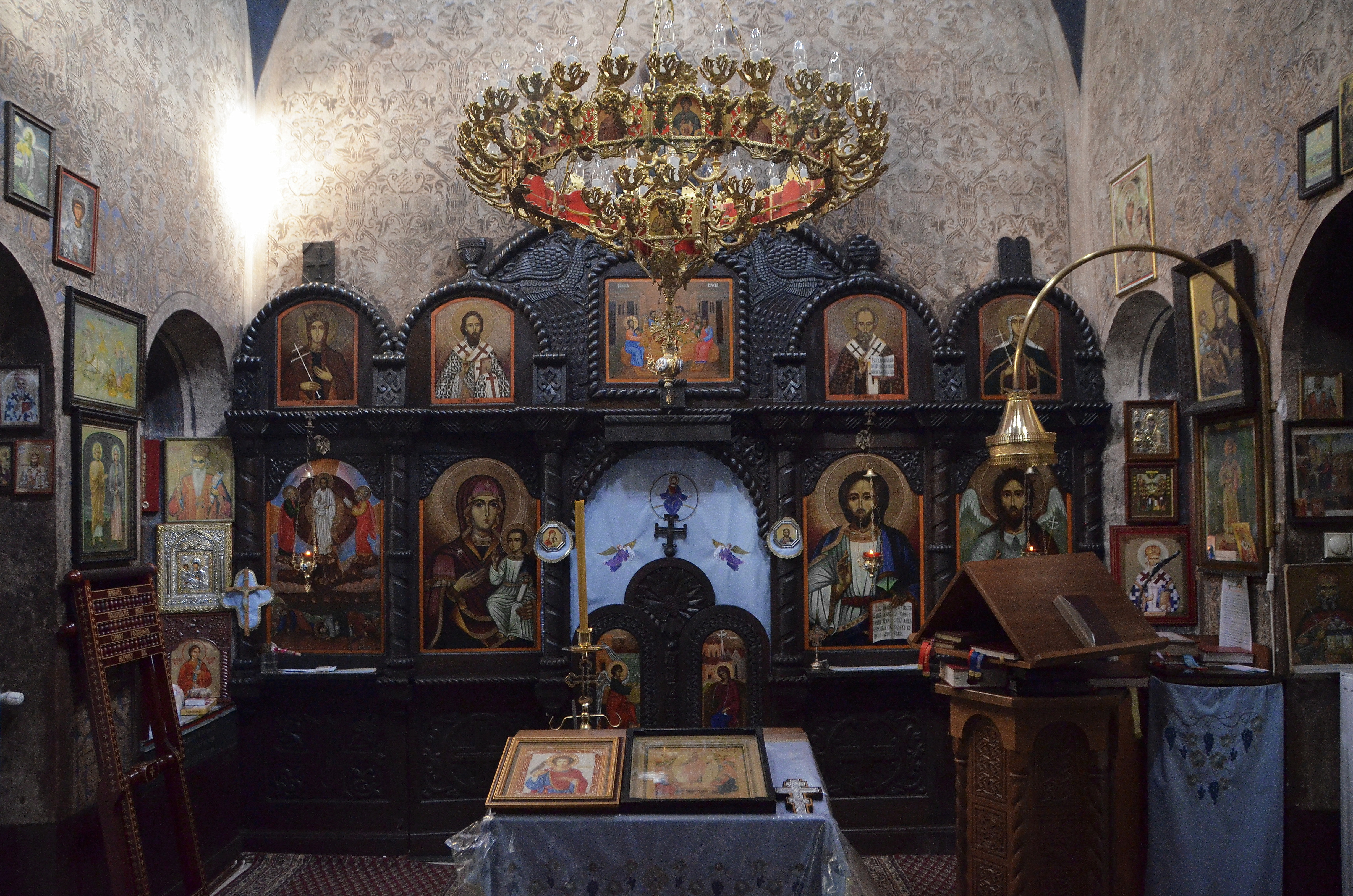
L'iconostase de l'église du monastère